# Maya Darpan
Pour plus de détails, voir Fiche technique et Distribution.
Maya Darpan (litt. « le miroir illusoire ») est un film indien réalisé par Kumar Shahani, sorti en 1972.

## Fiche technique
- Titre français : Maya Darpan
- Réalisation : Kumar Shahani
- Scénario : Kumar Shahani
- Musique : Bhaskar Chandavarkar
- Pays d'origine :  Inde
- Langue : hindi
- Format : Couleurs - 35 mm - Mono
- Genre : drame
- Durée : 107 minutes
- Date de sortie : 1972

## Distribution
- Aditi : Taran
- Iqbalnath Kaul :
- Anil Pandya :
- Kanta Vyas :

## Prix
- 1973 : Prix des critiques du meilleur film à la 20e cérémonie des Filmfare Awards